# Ivar Hallbäck
Ivar Oskar Hallbäck, född 11 januari 1897 i Hedvig Eleonora församling i Stockholm, död 6 augusti 1978 i Storkyrkoförsamlingen i Stockholm, var en svensk operasångare (andre tenor) och skådespelare.
Hallbäck engagerades hösten 1927 som korist till operan, där han stannade fram till säsongen 1948–1949. Han var även medlem i sånggruppen Wiggerskvartetten 1928–1940. Hallbäck filmdebuterade 1930 i Gustaf Edgrens Kronans kavaljerer, och han kom att medverka i 20 filmer.
Han var son till operasångaren Oscar Bergström och Anna Andersson men uppväxt hos fosterföräldrar i Hallsberg och Örebro. Ivar Hallbäck är begravd på Norra begravningsplatsen utanför Stockholm.

## Filmografi
- 1930 – Kronans kavaljerer
- 1931 – Brokiga Blad
- 1932 – Ett skepp kommer lastat
- 1941 – Fröken Vildkatt
- 1943 – En melodi om våren
- 1946 – Driver dagg faller regn
- 1947 – Tösen från Stormyrtorpet
- 1947 – Maj på Malö
- 1948 – En svensk tiger
- 1949 – Bohus Bataljon
- 1949 – Lång-Lasse i Delsbo
- 1950 – Rågens rike
- 1952 – Kalle Karlsson från Jularbo
- 1952 – Bättre 50-tal
- 1952 – När syrenerna blomma
- 1953 – Folket i fält
- 1953 – Ursula – flickan i finnskogarna
- 1954 – Gud Fader och tattaren
- 1954 – Café Lunchrasten
- 1955 – Finnskogens folk
- 1956 – Främlingen från skyn

## Teater

### Roller (ej komplett)
| År   | Roll         | Produktion                                                      | Regi             | Teater        |
| ---- | ------------ | --------------------------------------------------------------- | ---------------- | ------------- |
| 1923 | Edward       | Katja Jean Gilbert, Leopold Jacobson och Rudolph Österreicher   | Nils Johannisson | Oscarsteatern |
| 1923 | Förste herrn | Gri-Gri Paul Lincke, Heinrich Bolten-Baeckers och Jules Chancel | Elvin Ottoson    | Oscarsteatern |
| 1925 | Harry        | Orloff Ernst Marischka och Bruno Granichstaedten                | Nils Johannisson | Oscarsteatern |